# Lissonotus unifasciatus
Lissonotus unifasciatus är en skalbaggsart som beskrevs av Hippolyte Louis Gory 1831. Lissonotus unifasciatus ingår i släktet Lissonotus och familjen långhorningar. Inga underarter finns listade i Catalogue of Life.